# Partit Comunista Alemany
El Partit Comunista Alemany (en alemany: Deutsche Kommunistische Partei) és un partit polític marxista alemany fundat el 25 de setembre de 1968 a Hamburg. A causa de la continuïtat personal i les similituds de contingut amb el KPD, que va ser prohibit l'any 1956 , es considera que és l'organització successora principal.

## Història

### Reconstitució i primers anys
El DKP es considera una reconstitució del Partit Comunista d'Alemanya (KPD), que havia estat prohibit pel Tribunal Constitucional Federal el 1956 per la seva oposició agressivament militant a la constitució d'Alemanya Occidental. El nou partit es va formar el 25 de setembre de 1968, a instàncies del Partit Socialista Unificat d'Alemanya i dels militants comunistes que havien quedat sense estructura, a més de les incorporacions de noves generacions provinents de l'Oposició extraparlamentària i del maig del 68. El president del KPD, Max Reimann, es va unir al DKP el setembre de 1971 i va proclamar la connexió del DKP amb el KPD en termes simbòlics i polítics. Reimann va ser president honorari del DKP fins a la seva mort el 1977.
La fundació va ser precedida per converses entre antics dirigents del KPD i Gustav Heinemann, el ministre de Justícia d'Alemanya Occidental, que els va explicar que, si bé la refundació d'un partit prohibit no era legalment possible, els comunistes eren lliures de formar un partit completament nou. Tot i que els estrets vincles amb el KPD prohibit van fer que el nou partit fos susceptible de ser declarat il·legal, el govern alemany no ho va sol·licitar, ja que les autoritats d'Alemanya Occidental estaven liberalitzant l'actitud cap al bloc comunista i Alemanya de l'Est en particular, estratègia anomenada ostpolitik.
El DKP va mantenir vincles estrets amb el SED, això va incloure un ampli suport financer i polític. Durant l'etapa d'Eric Honecker, al voltant de 70 milions de marcs alemanys es transferien anualment de Berlín Est a la seu de DKP a Düsseldorf.
Des de la seva fundació, el DKP es va mantenir fora del parlament federal. A les primeres eleccions de 1969 es va presentar a través de l'Acció per al Progrés Democràtic, aconseguint 197.331 vots, un 0.6%, amb els millors resultats a Bremen amb un 1,5% i a Hamburg i Sarre amb un 1,2% cadascun. Precisament en aquests territoris és on va tenir un suport local més gran a la dècada de 1970: va aconseguir fins a un 2,2% dels vots a Hamburg, un 3,1% a Bremen i un 2,7% al Sarre.
Malgrat els resultats electorals, tenia forta influència al moviment sindical, com a la indústria del metall, estudiantil o d'oposició al govern. Fins a la dècada de 1980, el partit va guanyar certa influència en la vida cultural, amb personalitats militants o properes com Martin Walser o científics com Werner Plumpe.
En paral·lel a les activitats públiques, el Partit va impulsar la formació d'una estructura militar secreta d'uns 200 militants entrenats i subministrats per la RDA, el Grup Ralf Forster o Organització Militar DKP, que haurien d'actuar en cas de necessitat amb actes de sabotatge, alliberament ràpid de presos, o accions armades en una hipotètica intensificació de la lluita. La seva existència no es va conèixer fins a la caiguda del bloc socialista.

### Reunificació i reorientació
Després de 1980, el DKP es va centrar en el moviment per la pau, participant de plataformes unitàries com el Comitè per a la Pau, el Desarmament i la Cooperació (KOFAZ), també de la coalició Llista per la Pau (FRIEDEN), amb resultats minoritaris. El DKP va integrar la qüestió de la pau a la seva política social, per exemple sota el lema de la campanya electoral "Feina en comptes de coets!"
Arribats a finals dels anys vuitanta, el partit havia anat patint una constant decadència i pèrdua de militants, accelerat amb la caiguda del mur de Berlín i la fi del suport que significava la RDA. Amb la reunificació alemanya va haver-hi una entrada d'antics militants del SPD, que encara van augmentar més les contradiccions ideològiques internes.
El filòsof marxista Hans Heinz Holz, membre del partit des de 1994, va tenir un paper clau en la configuració del nou programa. Al 17è congrés del partit d'abril de 2006, es va substituir el programa de 1978. Posteriorment, el partit va participar en les candidatures del nou Partit del Socialisme Democràtic (PDS), i de l'Esquerra (Die Linke), obtenint alguns regidors a nivell local o diputats estatals.
La direcció llavors pretenia intensificar aquestes aliances integrant-se més en les estructures federals, aprovant l'entrada al Partit de l'Esquerra Europea (PEE) com a observador, mentre altres faccions del Partit apostaven per un trencament amb el que consideraven reformisme. Al 20è Congrés del DKP finalment va guanyar la posició més dura, encapçalada per Patrik Köbele, fent efectiva la sortida del PEE al següent Congrés, a més de negar qualsevol col·laboració amb l'Esquerra. Els membres contraris al canvi van crear Esquerra Marxista, mantenint la referència del PEE, i d'altres, descontents amb el desenvolupament posterior, van formar Organització Comunista.